# 山形県立寒河江工業高等学校
山形県立寒河江工業高等学校（やまがたけんりつ さがえこうぎょうこうとうがっこう, Yamagata Prefectural Sagae Technical High School）は、山形県寒河江市緑町にある県立の高等学校。略称は「寒工」（かんこう）もしくは「寒業」（かんぎょう）。

## 概要
歴史
1963年（昭和38年）に開校。2013年（平成25年）に創立50周年を迎えた。
設置課程・学科
全日制課程 3学科
- 機械科
- 電子機械科
- 情報技術科

教育目標
「人間性豊かで創造力に富み、社会的使命の自覚をもつ健康で実践力のある工業人の育成を期す」
校章
校歌にも歌われている雪割草の花をかたどったもの。
校歌
作詞は神保光太郎、作曲は磯部俶による。歌詞は3番まであり、校名は歌詞中に存在しない。各番に「エンジニアー」が登場する。　

## 沿革
- 1963年（昭和38年）
  - 4月1日 - 「山形県立寒河江工業高等学校」（現校名）が開校。機械科・電気科の2学科（各1学級）を設置。庄司武が初代校長に就任。
  - 4月10日 - 第1回入学式を山形県立寒河江高等学校の体育館において挙行。
  - 4月11日 - 山形県立寒河江高等学校の北校舎を仮校舎にして授業を開始。
  - 12月5日 - 校舎が完成し、仮校舎から移転を完了。寒河江高等学校との併設を解消。
- 1965年（昭和40年）4月1日 - 土木科（1学級）を新設。3学科体制となる。
- 1966年（昭和41年）
  - 3月3日 - 第1回卒業式を挙行。校旗と校歌を制定。
  - 7月10日 - 体育館が完成。
- 1972年（昭和47年）1月31日 - 武道館と部室が完成。
- 1974年（昭和49年）3月23日 - 書庫と体育用具室が完成。
- 1975年（昭和50年）
  - 8月25日 - プールが完成。
  - 11月11日 - 玄関前の舗装が完成。
- 1976年（昭和51年）8月31日 - グラウンド整備工事が完成。
- 1977年（昭和52年）3月 - 電気科棟と土木科棟を増築。
- 1979年（昭和54年）
  - 3月31日 - グラウンドに防球フェンスが完成。
  - 7月4日 - 体育館の一般開放を開始。
- 1983年（昭和58年）3月7日 - 機械科棟を増築。
- 1988年（昭和63年）
  - 1月 - 弓道場を改築。合宿所を完成。
  - 4月1日 - 電気科（2学級）の募集を停止し、情報技術科（2学級）を新設。
- 1990年（平成2年）
  - 3月31日 - 光通信システムを導入。電気科を廃止。
  - 11月30日 - 灯油倉庫が完成。
- 1991年（平成3年）3月31日 - 情報技術科特別教室を改装。
- 1992年（平成4年）3月31日 - トイレの水洗化を開始。CAD装置を導入。
- 1993年（平成5年）3月23日 - トイレの水洗化が完了。
- 1994年（平成6年）
  - 3月 - 学校特別改修工事が完了。グラウンド整備工事が完了。FA装置を導入。
  - 4月 - コース制を導入。
- 1996年（平成8年）3月19日 - 土木科においてトータルステーションを導入。
- 1997年（平成9年）10月 - プールの改修工事が完成。
- 1998年（平成10年）4月15日 - 文部省指定研究校となる。
- 1999年（平成11年）1月29日 - 校舎西側駐車場を新設。
- 2000年（平成12年）4月1日 - 電子機械科（1学級）を新設。4学科体制となる。
- 2002年（平成14年）3月15日 - メカトロニクス総合実習システムを設置。
- 2004年（平成16年）3月 - メカトロ総合実習室Ⅱの改修工事が完成。金属屑貯蔵庫を設置。
- 2005年（平成17年）
  - 3月30日 - 土木科において万能試験機[3]を導入。
  - 9月1日 - 情報処理実習室と空調設備工事が完了。
- 2008年（平成20年）12月14日 - 風力・太陽光発電装置を設置。
- 2013年 - 山形県立左沢高等学校とのキャンパス制導入。
- 2015年 - 土木科閉科[4]

## 部活動
運動部
- バレーボール部
- 卓球部
- バスケットボール部
- 野球部
- ソフトテニス部
- 陸上部
- サッカー部
- 柔道部
- 剣道部
- フェンシング部
- 弓道部
- ハンドボール部
- テニス部

文化部
- 吹奏楽部
- 各科工業研究部
- 美術部
- 社会・広報部

## 交通アクセス
最寄りの鉄道駅
- JR東日本 左沢線
  - 「西寒河江駅」徒歩約15分
  - 「寒河江駅」徒歩約30分